# Niedersächsisches Gesetz über Hilfen und Schutzmaßnahmen für psychisch Kranke
Das Niedersächsische Gesetz über Hilfen und Schutzmaßnahmen für psychisch Kranke ist ein Landesgesetz in Niedersachsen.
Es regelt Hilfen für Personen, die infolge einer psychischen Störung krank oder behindert sind oder gewesen sind oder bei denen Anzeichen für eine solche Krankheit oder Behinderung bestehen, und die Unterbringung von Personen, die in diesem Sinne krank oder behindert sind.
2013 wurde von Experten die Zwangsmedikation kritisiert.
Die Neufassung wurde 2015 diskutiert.
Im Land gibt es sechs Besuchskommissionen.